# Хотел Балкан (Београд)
Хотел Балкан налази се на углу Теразија и Призренске улице у Београду. Тачна адреса је Призренска 2.  
Тачна година изградње хотела се не зна, али се претпоставља да је око 1860. године, у време изградње и Теразијске чесме. Стари хотел јес рушен 1935. и на његовом месту је сазидан нови који и данас постоји.

## Историјат
Некадашњи изглед хотела је био сасвим другачији од данашњег. То је била једноспратна угаона зграда у близини Теразијске чесме која је изграђена у слично време. 
Пре тога је на истом месту била механа која датира још из 1835. године. У писаним документима о Београду се помиње да је кафану подигао 1848. Сима Механџија. После изградње хотела у његовом склопу ради и пивница Балкан.
Хотел је подигнут око 1860. године по пројекту инжењера Андрије Вуковића. Стари хотел је срушен 1935. године. На месту старог хотела сазидан је данашњи хотел Балкан.
Године 1896. хотел Балкан купују Самуило и Голуб Јанић. Голубова удовица Босиљка Јанић их наслеђује 1918. године. Године 1928. основала је задужбину и завештала хотел Балкан Српској краљевској академији. Идеја је била да се новац од прихода употреби за основање основних школа са становима за учитељице у Јужној Србији, данашњој Северној Македонији.
Године 1904. хотел преузима хотелијер Попара. Попара темељно реновира хотел и свечано га поново отвара 30. маја 1904. Власник је донео разнобојне сунцобране и ту се точило минхенско пиво Салватор. 
Хотел је више пута адаптиран, али је 1928. проширен ка Призренској улици.

## Категоризација хотела
Категоризација хотела је током времена варирала. Био је сврставан у хотеле другог и трећег реда, а у неком тренутку после Попариног реновирања и првог реда.

## Друштвени живот
Кафана и истоимени хотел на Теразијама  били су стециште пословних људи. Нарочито је био популаран код људи из унутрашњости. Још од 19. века у хотелу су се окупљали борци за ослобођење Јужне Србије. Власници Самуило и Голуб Јанић су били из Лазаропоља у Македонији. Били су велики родољуби и патриоте. Такође су били и борци за ослобођење преосталих крајева од Турске. Тадашње комите и четници имали су свој сто који је био резервисан за њихове присталице и објекат је био украшен ликовима из националне историје. Такође су у хотелу били и борци из иностранства.